# Stegolepis parvipetala
Stegolepis parvipetala är en gräsväxtart som beskrevs av Julian Alfred Steyermark. Stegolepis parvipetala ingår i släktet Stegolepis och familjen Rapateaceae. Inga underarter finns listade i Catalogue of Life.